# Dominique Maingueneau
 (décembre 2019).
Dominique Maingueneau, né en 1950 à Paris, est un linguiste français, spécialiste d’analyse du discours. Il est professeur émérite à Sorbonne-Université.

## Biographie
Ancien élève de l'École normale supérieure de Saint-Cloud (1970-1974), agrégé de lettres modernes (1973), il fait des études de lettres, de philosophie et de linguistique. Il obtient à l'université Paris-X un doctorat de 3e cycle en linguistique (1974) : Essai de construction d'une sémantique discursive. En 1979, il obtient un doctorat d’État : Sémantique de la polémique. Du discours à l'interdiscours. En 1974 il devient assistant de linguistique à l'université d'Amiens, puis professeur à partir de 1988. En 2000 il est muté à l’université Paris-XII, avant d'enseigner entre 2012 et 2019 la linguistique française et l'analyse du discours à la Sorbonne. Il a été membre senior de l'Institut universitaire de France (2006-2011).

## Travaux
Il a publié divers manuels de linguistique française, mais s'est surtout fait connaître par ses recherches en analyse du discours. Il contribue à l'institutionnalisation de ce champ avec une série d'ouvrages didactiques : Initiation aux méthodes de l'analyse du discours (1976), Nouvelles tendances en analyse du discours (1987), L'Analyse du discours (1991), Les Termes clés de l'analyse du discours (1996), Analyser les textes de communication (1998) et Discours et analyse du discours (2014). Il codirige avec P. Charaudeau le Dictionnaire d'analyse du discours (2002). Avec Johannes Angermuller et R. Wodak il édite The Reader in Discourse Studies: Main Currents in Theory and Analysis (2014).
Il défend l'idée que l'analyse du discours n'est qu'une des disciplines des études de discours. Son objet, ce n'est « ni l'organisation textuelle considérée en elle-même, ni la situation de communication, mais l'intrication d’un mode d’énonciation et d'un lieu social déterminés ». Cette démarche ne vise donc pas seulement à analyser des textes, mais à rapporter les énoncés à des dispositifs de communication, aux normes d'une activité, aux groupes qui tirent de lui leur légitimité.
Comme la plupart des analystes du discours francophones, il appuie ses analyses sur les théories de l’énonciation linguistique. D. Maingueneau a abordé des corpus très divers, à l’exclusion des conversations ordinaires : discours religieux, manuels scolaires, littérature, presse écrite, publicité, pornographie, politique, philosophie, Internet… Cette diversité de thèmes est justifiée selon lui parce que l’analyse du discours doit appréhender le discours dans toutes ses manifestations au lieu de privilégier, comme c’est le plus souvent le cas, les conversations et certains secteurs (éducation, santé, justice, médias, politique).

## Principaux thèmes de recherche
En s'appuyant sur ses travaux sur la polémique et le discours religieux, il développe une théorie de l'« interincompréhension », qui part du principe que l'unité d'analyse pertinente n'est pas chaque discours considéré en lui-même mais leur interaction réglée, à travers laquelle se construisent et se maintiennent les identités énonciatives,.
Depuis les années 1990, il accorde un rôle central à la notion de genre de discours, analysé comme « scène d'énonciation » qui intègre une « scène englobante », une « scène générique » et une « scénographie », Il contribue à introduire dans le champ de l'analyse du discours la notion d’ethos, issue de la rhétorique antique. Il développe par ailleurs le concept d'« incorporation » : le destinataire construit une certaine représentation de l'énonciateur, qu'il dote de propriétés psychologiques (« caractère ») et somatiques (« corporalité ») fondées sur des stéréotypes partagés.
La notion de « discours constituants » repose sur l'hypothèse qu'il existe un ensemble d'invariants énonciatifs entre divers types de discours (religieux, scientifique, littéraire, philosophique…) qui ne peuvent s'autoriser que d'eux-mêmes,.
Il a travaillé sur les phrases sans texte (ou aphorisations). Cela recouvre aussi bien les aphorisations par nature (proverbes et slogans par exemple) que les phrases qui ont été détachées d'un texte. Cette problématique repose sur l'hypothèse que la parole est divisée en deux régimes asymétriques : l'énonciation « textualisante », liée au texte et au genre de discours, et l'énonciation « aphorisante », qui prétend échapper aux contraintes du texte et du genre de discours.
Il a récemment développé une problématique des « énoncés adhérents ». Il s’agit d’énoncés qui ne sont pas produits par un locuteur mais écrits sur des objets ou des êtres humains auxquels ils sont appropriés : les étiquettes sur les marchandises, une plaque qui indique le nom d’une rue, une phrase sur un tee-shirt, le mot « Police » sur un uniforme, etc. L’ajout de tels énoncés modifie leur support, qui entre dans de nouveaux réseaux d’usages et d’acteurs,

## Publications

### Analyse du discours
- Initiation aux méthodes de l’analyse du discours, Paris, Hachette, 1976.
- Les livres d’école de la République, 1870-1914 : Discours et idéologie, Paris, Le Sycomore, 1979.
- Sémantique de la polémique, Lausanne, L'Age d'Homme, coll. « Pratique des sciences de l’homme », 1983.
- Genèses du discours, Bruxelles-Liège, P. Mardaga, 1984.
- Nouvelles tendances en analyse du discours, Paris, Hachette, 1987.
- Analyser les textes de communication, Paris, Dunod, 1998.
- (pt) Cenas de enunciação, Curitiba, Criar, 2006.
- La littérature pornographique, Paris, Armand Colin, 2007.
- (pt) Doze conceitos da Analise do Discurso, São Paulo, Parabola, 2010.
- Les phrases sans texte, Paris, Armand Colin, 2012.
- Discours et analyse du discours, Paris, Armand Colin, 2014.
- (pt) Variaçōes sobre o ethos, São Paulo, Parábola, 2020.
- Enunciados aderentes, São Paulo, Parábola, 2022.
- L’ethos en analyse du discours, Academia, Louvain-la Neuve, 2022.
- (pt) As margens do discurso, São Paulo, Contexto, 2025.

### Linguistique et discours littéraire
- Éléments de linguistique pour le texte littéraire, Paris, Bordas, 1986.
- Pragmatique pour le discours littéraire, Paris, Bordas, 1990.
- Le Contexte de l’œuvre littéraire, Paris, Dunod, 1993.
- Le Discours littéraire : Paratopie et scène d’énonciation, Paris, Armand Colin, 2004.
- Trouver sa place dans le champ littéraire : Paratopie et création, Louvain-la-Neuve, Academia, 2016.
- Manuel de linguistique pour les textes littéraires, 2e édition. Armand Colin, 2020.
- Paratopia. Literature as Discourse, Palgrave Macmillan, 2024.

### Essais
- Carmen, les racines d'un mythe, Paris, Le Sorbier, 1984.
- Féminin fatal, Paris, Descartes, 1999.
- Contre saint Proust, ou la fin de la Littérature, Paris, Belin, 2006.

### Direction d'ouvrages collectifs
- Dictionnaire d’analyse du discours (en collaboration avec P. Charaudeau), Paris, Seuil, 2002 (trad. portugaise (Brésil) : 2004 ; trad.espagnole : 2005 ; trad. arabe : 2008).
- The Discourse Studies Reader. Main currents in theory and analysis, en collaboration avec J. Angermuller et Ruth Wodak, Amsterdam, John Benjamins, 2014.